# Prigorie cu cap castaniu
Prigoria cu cap castaniu (Merops leschenaulti) este o pasăre din familia prigoriilor Meropidae. Se întâlnește pe subcontinentul indian și în regiunile învecinate, din India, Bangladesh și Sri Lanka în Asia de Sud-Est până în Indonezia.

## Taxonomie
Prigoria cu cap castaniu a fost descris oficial în 1817 de către ornitologul francez Louis Pierre Vieillot sub denumirea binomială actuală de Merops leschenaulti. El a precizat că localitatea este Java. Aceasta a fost o eroare, deoarece această specie nu apare acolo, iar localitatea a fost desemnată ca fiind Sri Lanka. Epitetul specific a fost ales pentru a-l onora pe naturalistul și colecționarul francez Jean-Baptiste Leschenault de La Tour, care a adus specimenul lui Vieillot în Franța.
Sunt recunoscute trei subspecii:
- Merops leschenaulti leschenaulti – India și Sri Lanka până în centrul și sudul Chinei, Indochina și Peninsula Malay
- Merops leschenaulti quinticolor – sudul îndepărtat al Sumatrei, Java și Bali
- Merops leschenaulti andamanensis – Insulele Andaman

## Descriere
Prigoria cu cap castaniu are o lungime totală de 18-20 cm și o greutate de 26-33 grame. Masculul și femela au un penaj similar.. Fruntea, creștetul, ceafă, mantaua și acoperirile urechilor sunt de culoare castaniu aprins.

## Comportament
Aceste păsări sunt gregare și se hrănesc și se adăpostesc în comun. Cuibăresc de obicei în colonii mici, pe maluri nisipoase. Ele fac un tunel relativ lung în care sunt depuse cele cinci până la șase ouă albe sferice. Atât masculul, cât și femela au grijă de ouă și hrănesc puii.
Se hrănesc predominant cu insecte, în special albine și viespi.

## Galerie

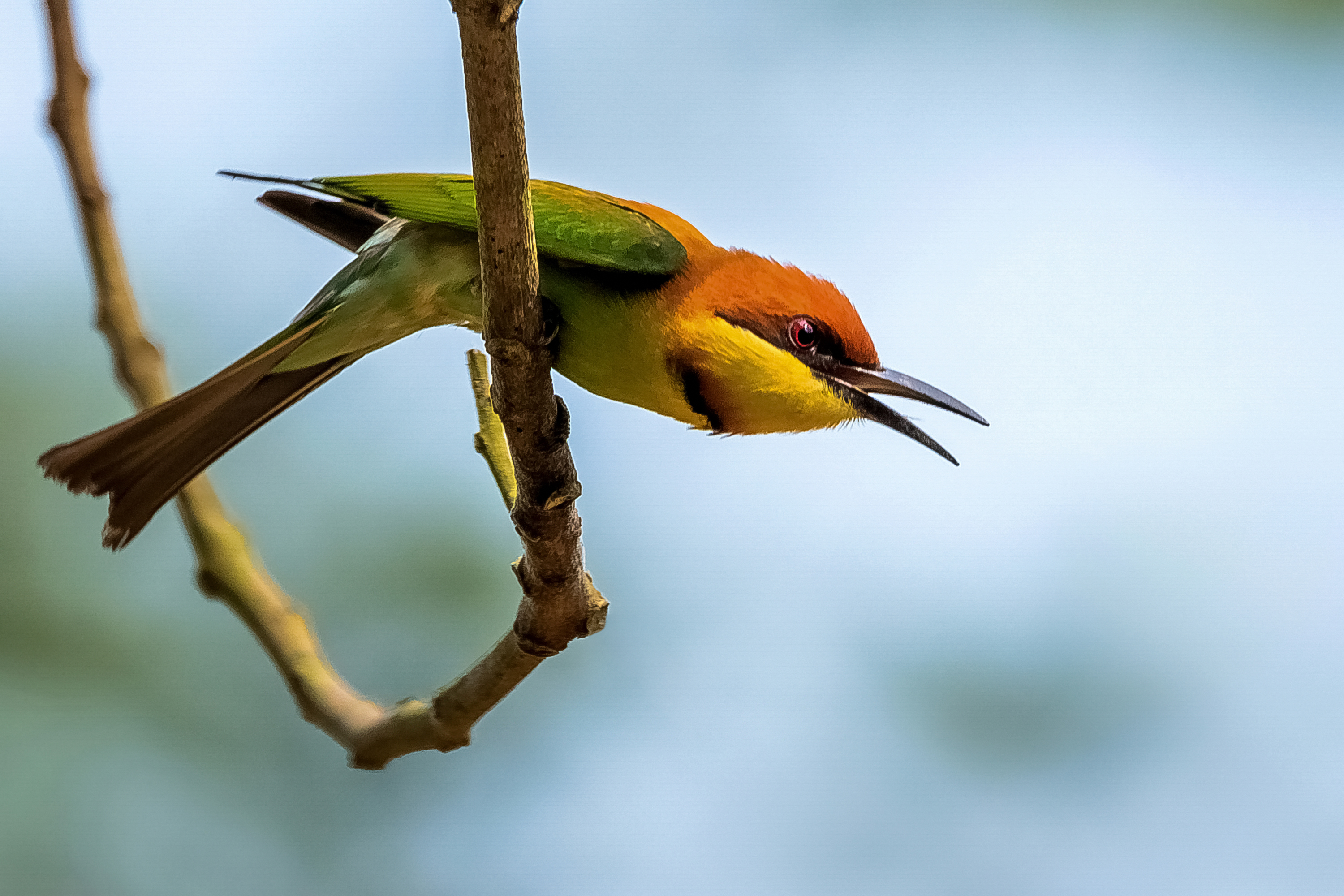
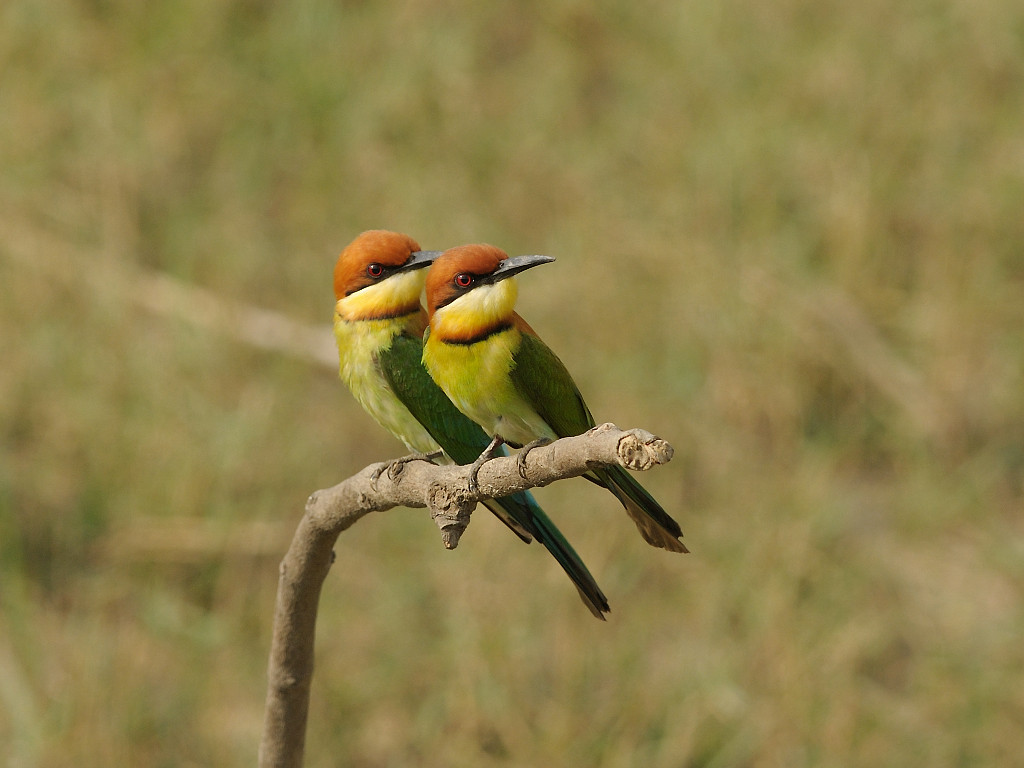
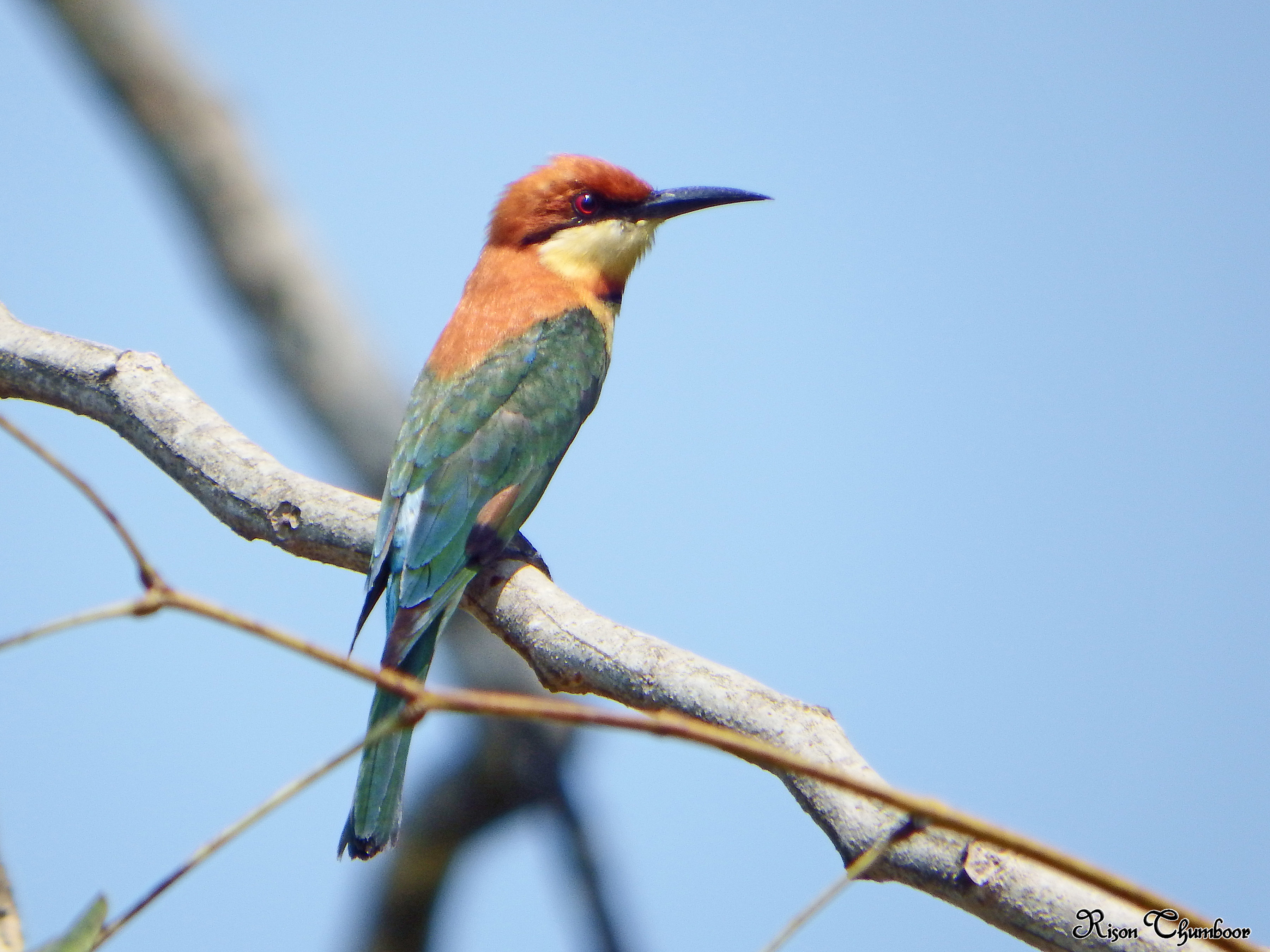
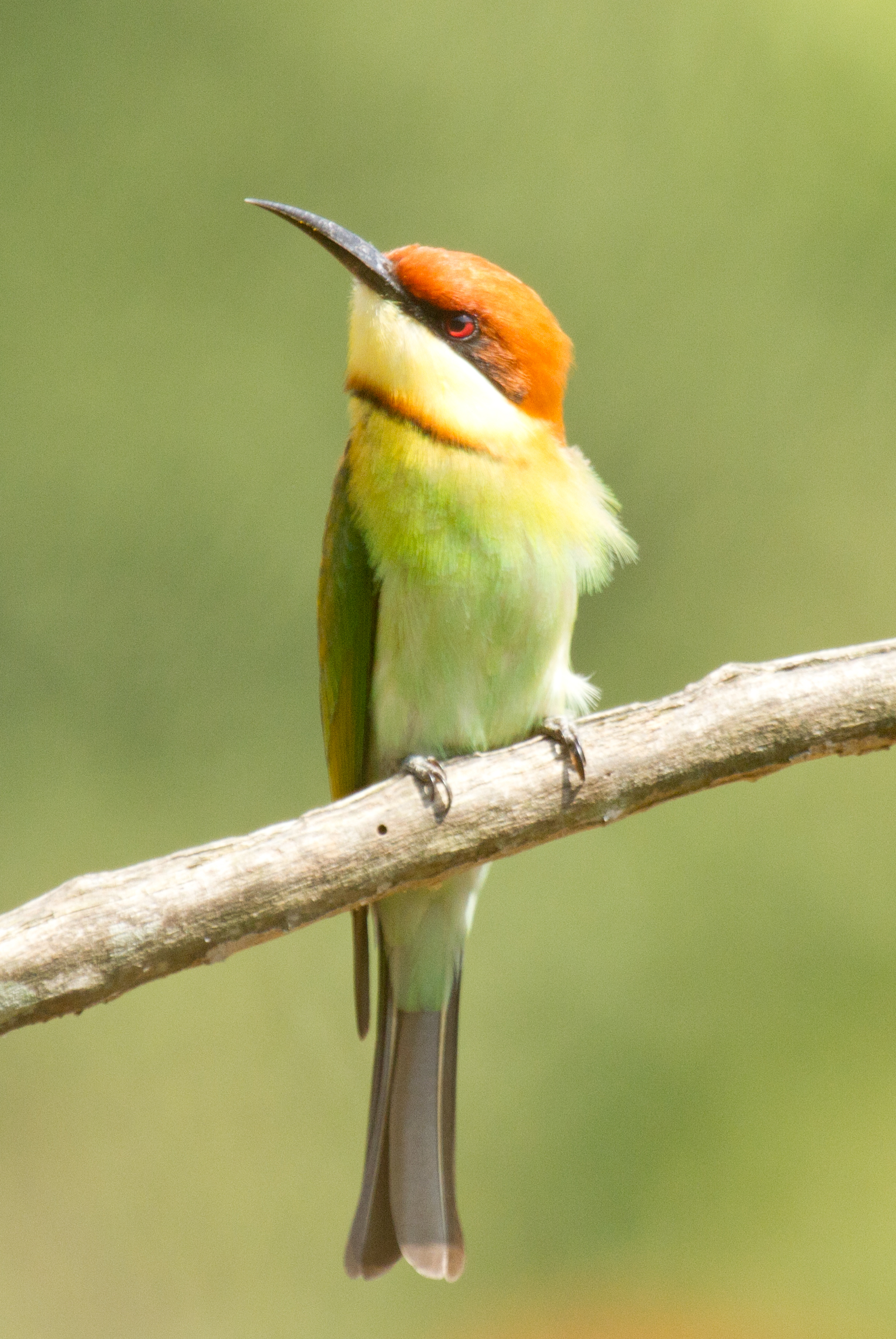
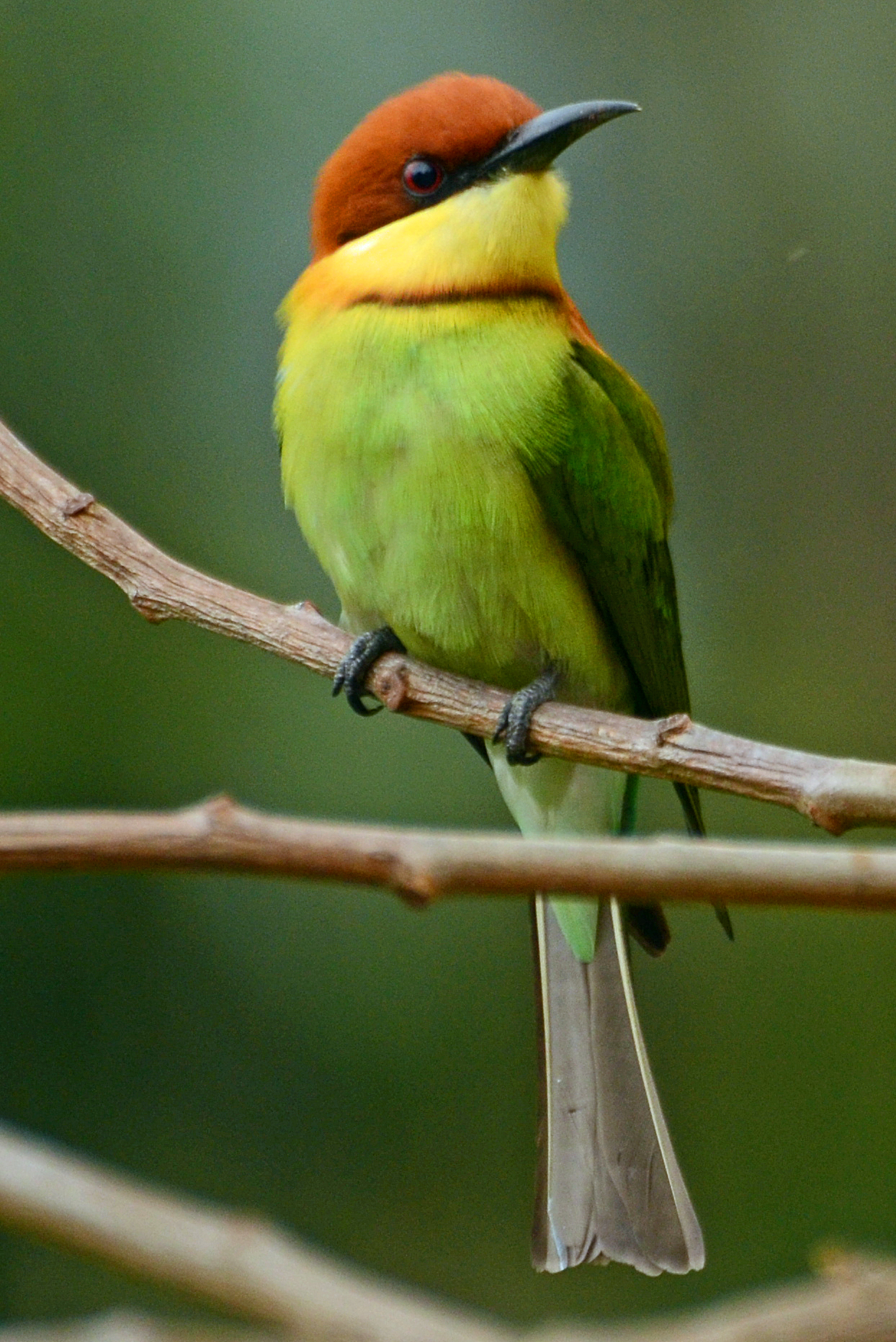
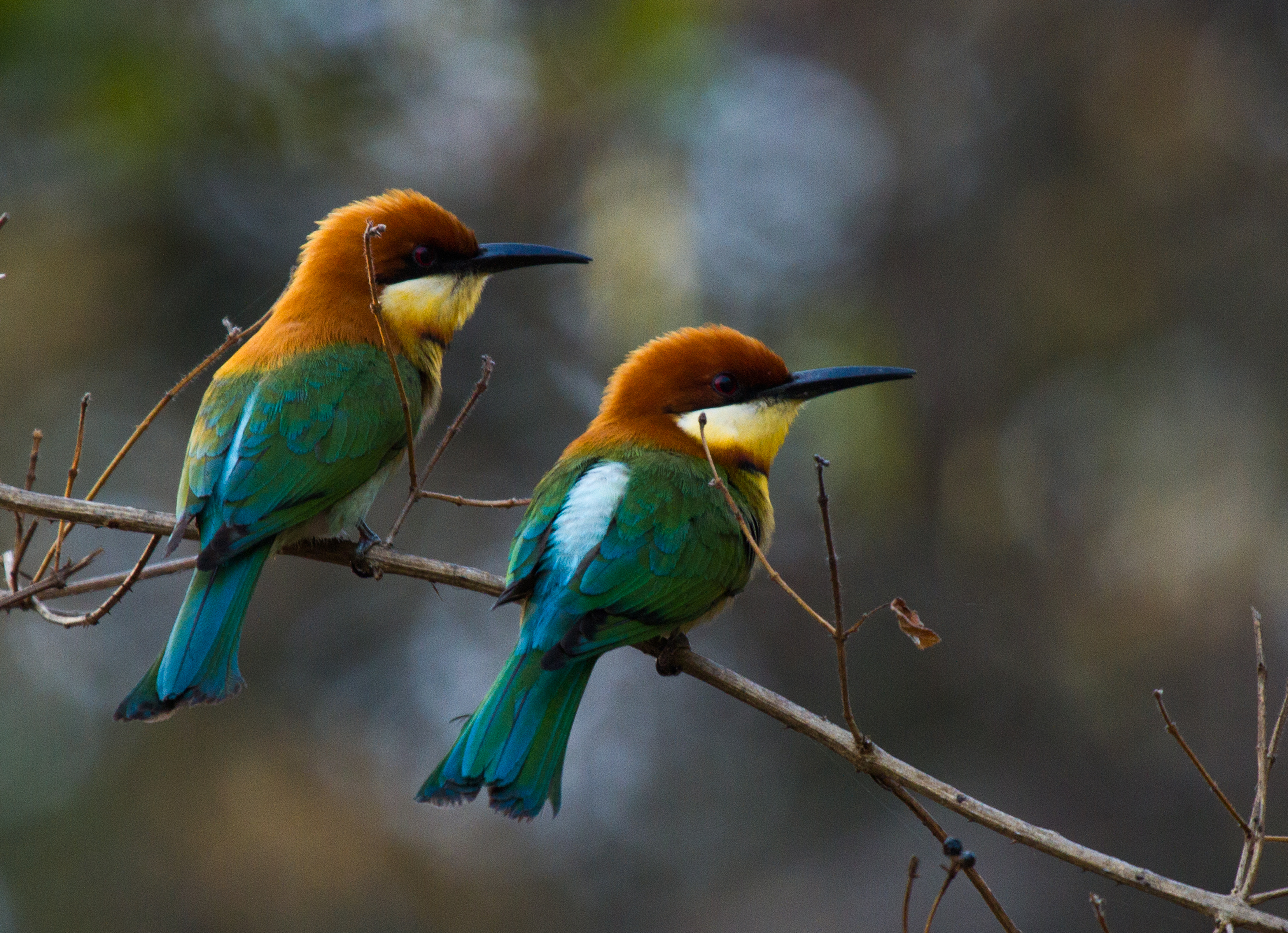
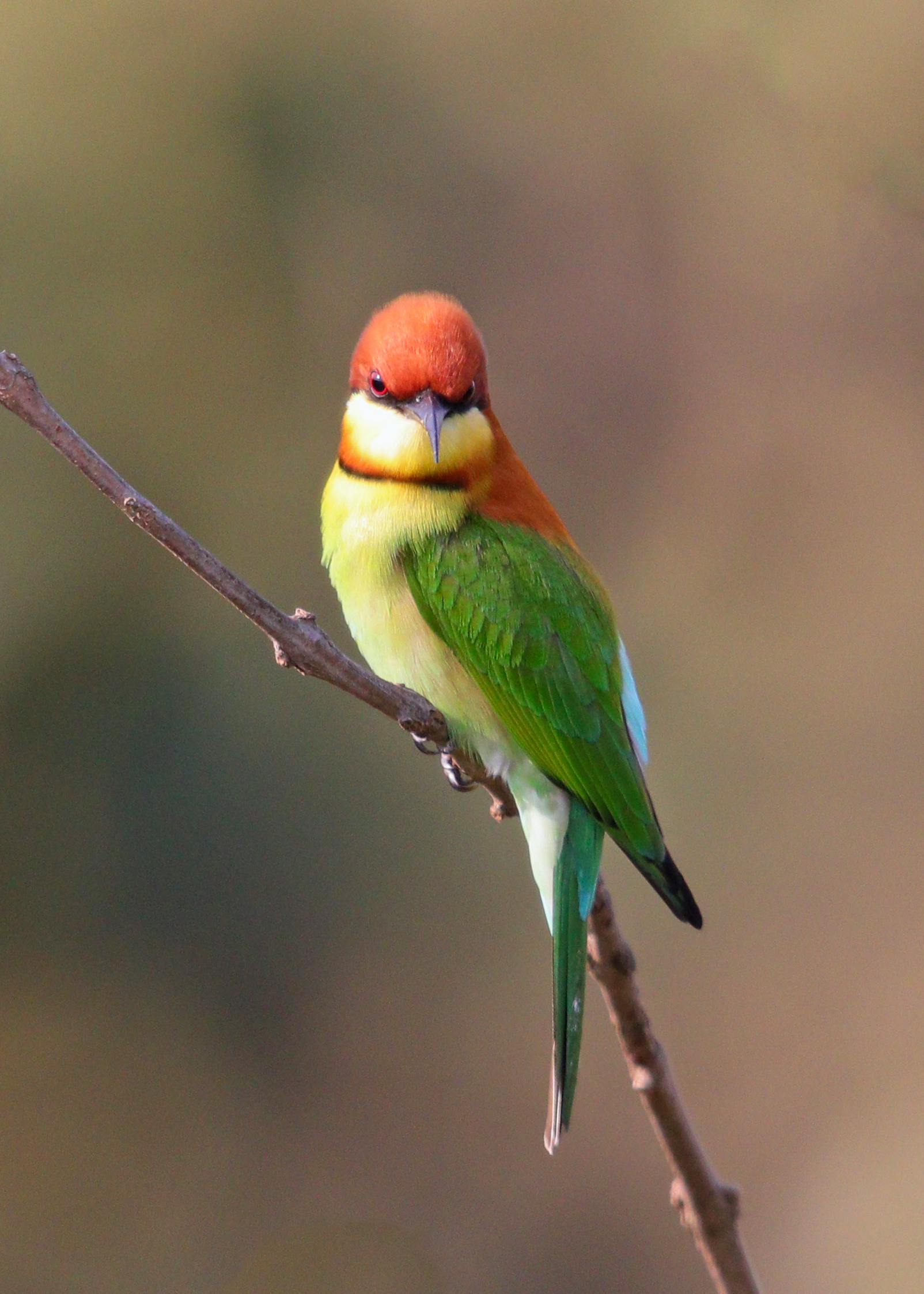
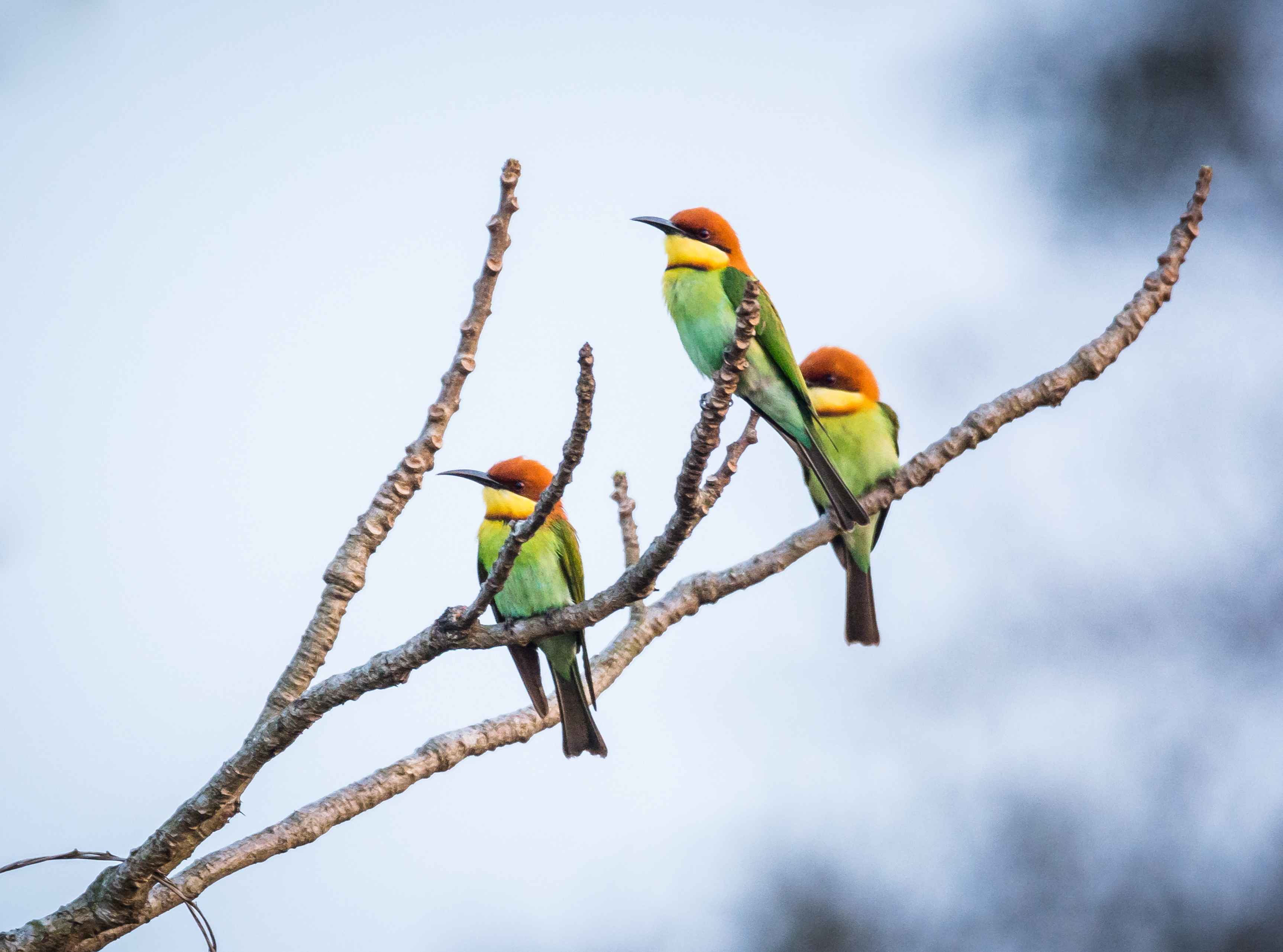
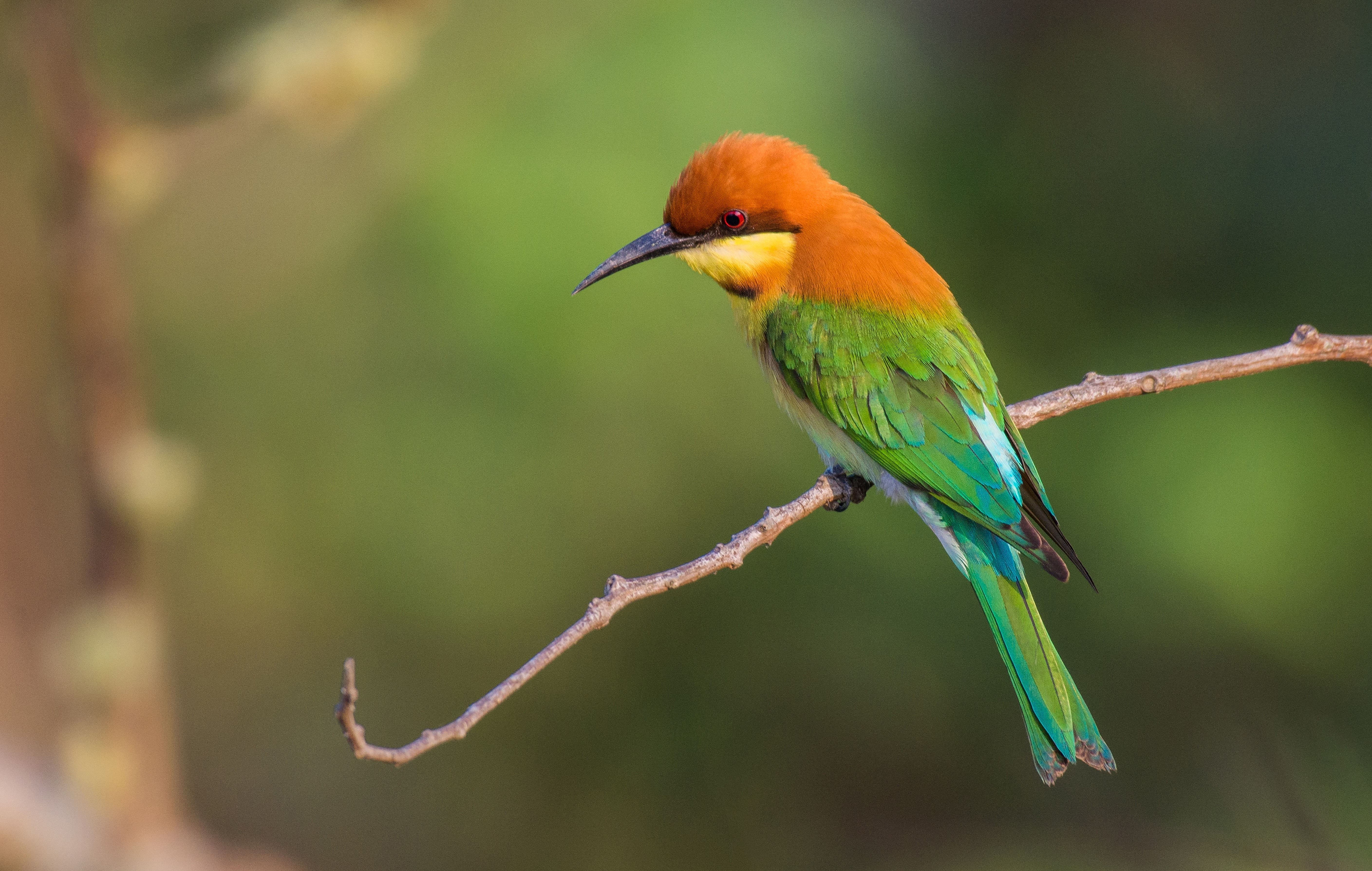